# Jules Janin
Jules Gabriel Janin (Saint-Etienne, 16 de febrero  de 1804-París, 19 de junio de 1874) fue un escritor y crítico de teatro francés.

## Biografía
Hijo de un abogado, Janin recibió una buena educación, primero en su ciudad natal y luego en el Liceo Louis-le-Grand en París. Tras su paso por el estudio de Jean-Baptiste Guillonnet-Merville, donde ejercerá de chico de los recados, se convirtió en periodista y trabajaría en La Revue de París, La Revue des Deux Mondes, en Figaro y La Quotidienne. 
Se dio a conocer en 1827 con la novela l’Âne mort et la femme guillotinée. 
Mientras tanto, se convirtió en crítico de Journal des Débats, donde permaneció cuarenta años. Su autoridad es reconocida por su apodo de el príncipe de los críticos.
Después de varios intentos, fue elegido miembro de la Academia Francesa el 7 de  abril de 1870.

## Obra
- 1826 : Talma et Lekain
- 1827 : L'Âne mort et la femme guillotinée
- 1829 : Tableaux anecdotiques de la littérature française depuis François Ier
- 1830 : La Confession
- 1831 : Barnave
- 1832 : Contes fantastiques - Histoire du théâtre à quatre sous
- 1833 : Contes nouveaux
- 1834 : Voyage de Victor Ogier en Orient - Cours sur l’histoire du journal en France
- 1836 : Le Chemin de traverse
- 1837 : Fontainebleau, Versailles, Paris - Un cœur pour deux amours - Histoire de France (1837-1843)
- 1839 : Les Catacombes - Versailles et son musée historique - Voyage en Italie
- 1842 : La Normandie historique, pittoresque et monumentale - Le prince royal - Une heure à Paris
- 1843 : Un été à Paris
- 1844 : Les Beautés de l’Opéra - La Bretagne historique
- 1846 : Le Feuilletoniste, Répertoire de Lecture du soir
- 1847 : Suite de l’histoire du chevalier Desgrieux et de Manon Lescaut - Voyage de Paris à la mer - Le gâteau des rois
- 1850 : La Religieuse de Toulouse
- 1851 : Les Gaîtés champêtres - Le mois de mai à Londres
- 1853 : Histoire de la littérature dramatique (6 vol. 1853-1858) - Almanach de la littérature, du théâtre et des beaux-arts (1853-1865)
- 1855 : La Comtesse d’Egmont
- 1856 : Les Petits Bonheurs
- 1857 : Les Symphonies de l’hiver
- 1858 : Rachel et la tragédie - Ovide, ou le poète en exil
- 1859 : Critique, portraits et caractères contemporains - Variétés littéraires
- 1860 : Les Contes du chalet
- 1861 : La Fin d'un monde et du neveu de Rameau - La Semaine des trois jeudis
- 1862 : Contes non estampillés
- 1864 : Les Oiseaux bleus - La poésie et l’éloquence à Rome, au temps des Césars - La Révolution française
- 1866 : L’Amour des livres - Béranger et son temps - Le Talisman
- 1867 : Les Amours du chevalier de Fosseuses - La Sorbonne et les gazeliers - Circé
- 1868 : Le Bréviaire du roi de Prusse
- 1869 : L’Interné - Lamartine - Petits romans d’hier et d’aujourd’hui - Les révolutions du pays des Gagas
- 1870 : Le Crucifix d’argent - Le livre
- 1871 : Alexandre Dumas - La Muette
- 1872 : François Ponsard
- 1874 : La Femme à l’œillet rouge - Paris et Versailles il y a cent ans
- 1876-1878 : Œuvres diverses - Œuvres de jeunesse
- 1884 : Causeries littéraires et historiques - Contes, nouvelles et récits

## Fuente
- Esta obra contiene una traducción  derivada de «Jules Janin» de Wikipedia en francés, publicada por sus editores bajo la Licencia de documentación libre de GNU y la Licencia Creative Commons Atribución-CompartirIgual 4.0 Internacional.

- Datos: Q956459
- Multimedia: Jules Janin / Q956459